# Arteria-spinalis-anterior-Syndrom
Das Arteria-spinalis-anterior-Syndrom (auch: Spinalis-anterior-Syndrom) ist ein Krankheitsbild des Rückenmarks, das durch eine Durchblutungsstörung der Arteria spinalis anterior verursacht wird, die meist akut oder subakut und ohne Vorboten auftritt. Es handelt sich dabei um die häufigste Durchblutungsstörung des Rückenmarks. Aufgrund dessen, dass auch hier vor allem die vorderen zwei Drittel des Rückenmarks betroffen sind, ähnelt es hinsichtlich der Symptome und der eher schlechten Prognose dem traumatisch verursachten vorderen Rückenmarksyndrom (auch: Anterior-Cord-Syndrom, von dem es nicht immer klar unterschieden wird).

## Klinische Symptome
Klinisch äußert sich die Erkrankung akut oftmals mit einem spinalen Schock für einen Zeitraum von Wochen bis Monaten mit Paraparese unterhalb der Läsion. Diese Querschnittsymptomatik bildet sich im weiteren Verlauf häufig zu einem Central-Cord-Syndrom zurück. Häufig werden gürtelförmige Parästhesien und Schmerzen angegeben. Zudem treten eine dissoziierte Sensibilitätsstörung (Schädigung des Tractus spinothalamicus bzw. spinothalamischer Fasern in der vorderen Kommissur mit gestörtem Schmerz- und Temperaturempfinden bei erhaltener Berührungs- und Vibrationsempfindung), eine zunächst schlaffe, später spastische Parese in Läsionshöhe, trophische Störungen sowie Blasen- und Mastdarmstörung auf. Lage-, Vibrations- und Berührungsempfinden sind nicht beeinträchtigt, da deren Bahnen (Hinterstrangbahnen) nicht im Versorgungsgebiet der betroffenen Arterie liegen. Oft ist die Höhe der A. radicularis magna betroffen (ca. Th10–L1).

## Diagnose
Neben der typischen Klinik werden verschiedene apparative Untersuchungen zur Klärung der Ursachen, zum Ausschluss möglicher Differentialdiagnosen und zur Sicherung der Diagnose durchgeführt. Die Durchblutungsstörung wird in der Regel mit Hilfe der Magnetresonanztomographie nachgewiesen und ist Mittel der Wahl zur Diagnosesicherung. Durch eine Computertomographie können verursachende Wirbelsäulenveränderungen, Bandscheibenvorfälle und Tumoren nachgewiesen werden. Im Liquor sind meist allenfalls geringfügig erhöhte Werte für Zellen und Proteine nachzuweisen. In unklaren Fällen können SEP-Messungen oder transkranielle Magnetstimulation Aufschluss über Ausmaß und Lokalisation der Läsion geben.

## Therapie
Bei Prozessen, die lokal zu einer Kompression der A. spinalis anterior führen, was beispielsweise bei Bandscheibenvorfällen und Tumoren der Fall sein kann, ist eine sofortige Operation notwendig. Wenn die Durchblutungsstörung durch systemische Veränderungen der Gefäße verursacht wird, wird eine konservative Therapie durchgeführt. Dazu gehören die medikamentöse Behandlung mit Heparin zur Thromboseprophylaxe und Kortikosteroiden zur Entzündungshemmung. Krankengymnastik und regelmäßiges Umlagern sind wichtige Maßnahmen zur Dekubitusprophylaxe. Beim Spinalis-anterior-Syndrom ist die Gefahr, einen Dekubitus zu entwickeln, erhöht.